# 莫拉瑟勒比清真寺
莫拉瑟勒比清真寺（土耳其語：Molla Çelebi Camii），是土耳其伊斯坦布尔的一座奥斯曼清真寺，位于贝伊奥卢区，靠近博斯普鲁斯海峡渡轮码头和多尔玛巴切清真寺。
该清真寺由土耳其著名建筑师米马尔·希南设计。根据政府文献，它建于1561-1562年，另一份文献则表明它建于1570-1584年。

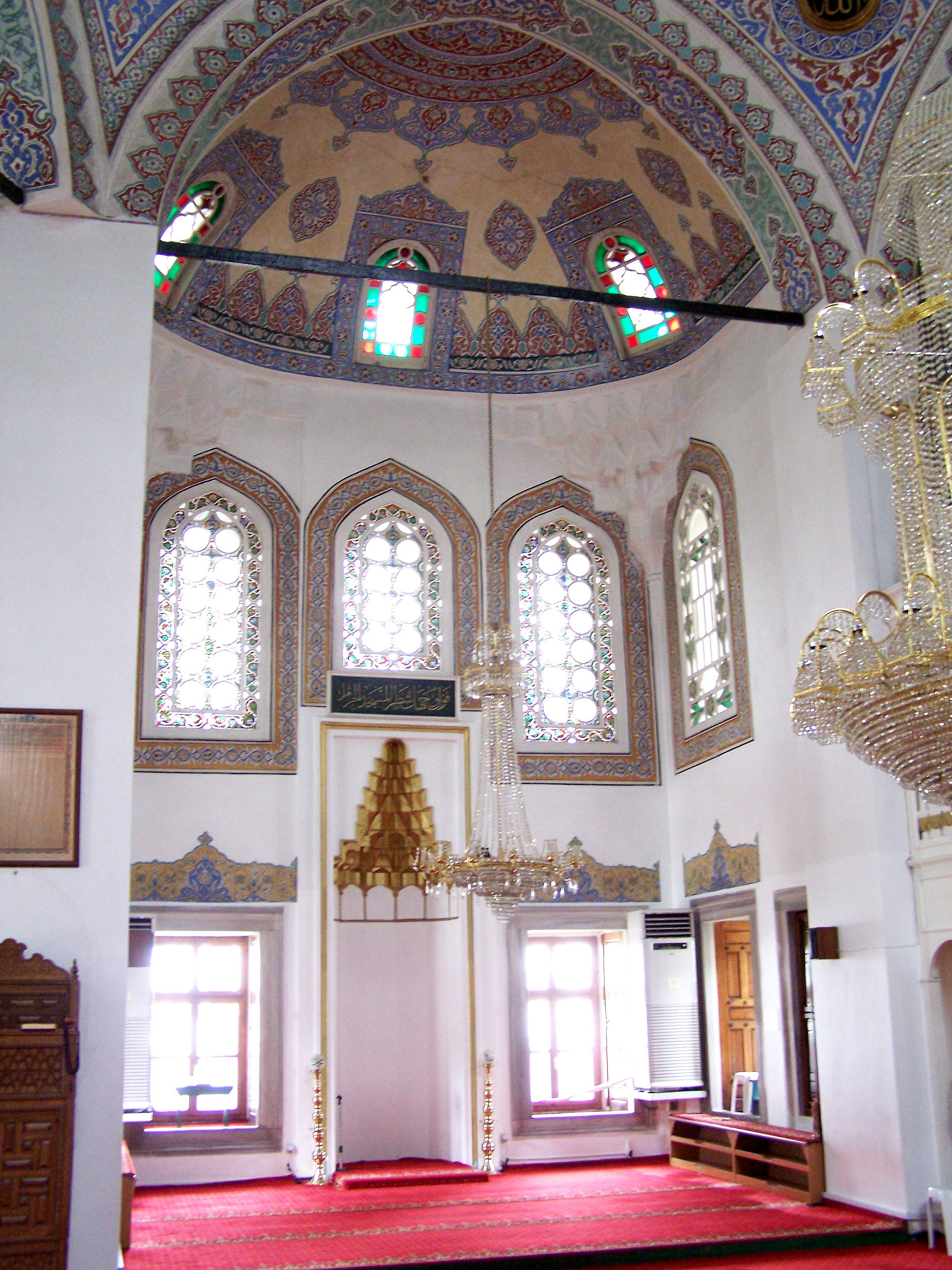
内部